# Hydraena orientalis
Hydraena orientalis är en skalbaggsart som beskrevs av Breit 1916. Hydraena orientalis ingår i släktet Hydraena och familjen vattenbrynsbaggar. Inga underarter finns listade i Catalogue of Life.